# Манучехр I
Манучехр I (Менучихр) — царь Персиды в первой половине II века.
Манучехр I был царём Персиды — вассальным властителем в Парфянской державе. По мнению авторов Ираники, предшественником правившего в первой половине II века Манучехра I был Автофрадат IV. Преемником Манучехра I был Артаксеркс III.
Для нумизматического материала Манучехра I, как и для нескольких других царей Персиды из «семейства Манучехра», характерно наличие изображения лица правителя на только на аверсе, но и на реверсе монет. По замечанию иранского исследователя Х. Резахани, бюст царя окружён ореолом солнечных лучей — знаком Митры, что может свидетельствовать об особом интересе к этому богу.